# Roanne
Roanne (provansalsko Rouana) je mesto in občina v jugovzhodni francoski regiji Rona-Alpe, podprefektura departmaja Loire. Leta 2010 je mesto imelo 36.806 prebivalcev.

## Geografija
Kraj leži v pokrajini Forez ob reki Loari in njenih pritokih Renaison in Oudan z leve ter Rhins z desne strani, 78 km severno od Saint-Étienna in 80 km severozahodno od Lyona. 

## Uprava
Roanne je sedež dveh kantonov:
- Kanton Roanne-Jug (del občine Roanne, občine Lentigny, Ouches, Pouilly-les-Nonains, Riorges, Saint-Jean-Saint-Maurice-sur-Loire, Saint-Léger-sur-Roanne, Villemontais, Villerest: 36.692 prebivalcev),
- Kanton-Roanne-Sever (del občine Roanne, občine La Bénisson-Dieu, Briennon, Mably: 32.972 prebivalcev).

Mesto je prav tako sedež okrožja, v katerega so poleg njegovih dveh vključeni še kantoni Belmont-de-la-Loire, Charlieu, Néronde, La Pacaudière, Perreux, Saint-Germain-Laval, Saint-Haon-le-Châtel, Saint-Just-en-Chevalet in Saint-Symphorien-de-Lay s 157.319 prebivalci.

## Zgodovina
Toponomija kraja je galskega izvora, Rod-onna ("tekoča voda"), iz katere se je preko vmesnih Rodumna in Rouhanne razvilo sedanje ime. Zgodovina mesta je tesnio povezana z reko Loaro. Kot pristanišče pomemben že v rimskem obdobju je v času po 4. stoletju njegova moč pojemala, nato pa v 12. stoletju s prihodom grofov Forez v te kraje ponovno začel prosperirati kot trgovska točka med Parizom in Sredozemljem.
Leta 1864 je bil mestu s strani Napoleona III. podeljen Red legije časti kot prispevek v boju proti Avstrijcem leta 1814.

## Zanimivosti
- cerkev sv. Štefana, prvotno iz 14. stoletja, večkrat obnovljena, sedanji izgled je dobila v letu 1844,
- gotska cerkev Notre-Dame des Victoires iz leta 1864,
- cerkev sv. Ane iz druge polovice 19. stoletja, z oltarno sliko - triptihom Pasijona iz 15. stoletja,
- romanska cerkev sv. Ludvika iz leta 1881,
- kapela sv. Mihaela iz 17. stoletja,
- Muzej lepih umetnosti in arheologije Joseph Déchelette,

## Pobratena mesta
- Guadalajara (Kastilija - Manča, Španija),
- Legnica (Spodnješlezijsko vojvodstvo, Poljska),
- Montevarchi (Toskana, Italija),
- Nuneaton and Bedworth (Anglija, Združeno kraljestvo),
- Piatra Neamţ (Moldavija, Romunija),
- Reutlingen (Baden - Württemberg, Nemčija).